# 彰化縣田尾鄉田尾國民小學
彰化縣田尾鄉田尾國民小學是位於臺灣彰化縣田尾鄉省道旁的學校，創校至今已屆百年。學區包含田尾鄉內田尾、饒平、正義、南曾、北曾、溪畔、打簾等七村。有前考試院院長邱創煥等著名校友。

## 沿革
1922年4月1日，以當時海豐崙公學校「打簾研究會場」教室，設立田尾分教場（分校），至1926年4月1日，獨立為田尾公學校。於1941年更名為田尾國民學校。戰後，於1945年12月改為「臺中縣立田尾國民學校」，再因行政區域劃分於1950年10月21日，改名為「彰化縣立田尾國民學校」。1968年因實施國民教育，改稱為「田尾國民小學」。

## 歷任校長
| 日治時期 | 第一任 | 堀親志     | 1927年～1928年 |
| 日治時期 | 第二任 | 馬場久雄   | 1928年～1933年 |
| 日治時期 | 第三任 | 山際茂     | 1933年～1935年 |
| 日治時期 | 第四任 | 松島友三郎 | 1935年～1940年 |
| 日治時期 | 第五任 | 佐竹忠夫   | 1940年～1945年 |
| 光復後   | 第一任 | 林印得     | 1945年～1946年 |
| 光復後   | 第二任 | 施錫墩     | 1946年～1961年 |
| 光復後   | 第三任 | 詹清海     | 1961年～1974年 |
| 光復後   | 第四任 | 黃輝培     | 1974年～1988年 |
| 光復後   | 第五任 | 劉金志     | 1988年～1994年 |
| 光復後   | 第六任 | 謝安弘     | 1994年～1995年 |
| 光復後   | 第七任 | 詹伶俐     | 1995年～2003年 |
| 光復後   | 第八任 | 洪宗明     | 2003年～2010年 |
| 光復後   | 第九任 | 陳榮茂     | 2010年～2016年 |
| 光復後   | 第十任 | 王錦鴻     | 2016年～2024年 |
| 光復後   | 現 任  | 陳永堂     | 2024年～迄今   |

## 學校特色
女子巧固球隊成立於1988年，由張伯維老師擔任教練，從1992年到2017年，參加全國中正盃、師生盃等賽事，拿過20次以上的全國巧固球冠軍。2019年代表台灣至新加坡參加「FITB世界盃青少年巧固球錦標賽」，奪得U12女子組冠軍，也是第四次在世界盃摘金。2023年參加新加坡「2023年世界青少年巧固球錦標賽」再次獲得12歲女子組冠軍。

## 文化資產
現存三棟日式建築，皆為1931年（昭和6年）所完成之宿舍建築，因具歷史文化價值且保存完整，於2005年登記為歷史建築。

## 知名校友
- 邱創煥（1939年畢業）[3]